# Ankerana
Ankerana est une commune rurale malgache située dans la partie nord-est de la région de la Haute Matsiatra.